# Pablo Bardauil
Pablo Bardauil (Buenos Aires, 23 de diciembre de 1963) es un actor de película, director de cine, guionista, escritor argentino.
Nace en Buenos Aires y trabajó en el cine de la Argentina. Su debut directorial Chile 672, ganó premios para Mejores Películas del Cine Ceará (Brasil) y el Trieste Festival de Cine latinoamericano (Italia).

## Filmografía
Actor
- Perdido por perdido (1993)
- El censor (1995) o Los ojos de las tijeras
- Notas de tango (2001)
- El fuego y el soñador (2005)
- Chile 672 (2006)
- Las mantenidas sin sueños (2007)

Director y guionista
- Chile 672 (2006)
- La vida después (2015)[4]